# Trophée des champions 2024 (handball)
Navigation
Trophée des champions 2023 Trophée des champions 2025
Le Trophée des champions 2024 est la treizième édition du Trophée des champions, compétition française de handball organisée par la Ligue nationale de handball. 
Le HBC Nantes remporte son troisième trophée aux dépens du Paris Saint-Germain, tenant du titre.

## Équipes engagées
Deux équipes participent à cette compétition :
- le Paris Saint-Germain, champion de France et tenant du titre ;
- le HBC Nantes, vainqueur de la Coupe de France.

## Résultat
Rapidement dans la partie, le HBC Nantes a su se détacher au tableau d'affichage et jouer les premiers rôles jusqu'à être rattrapés à la mi-temps. Devant d'un but à la mi-temps (16-15), les Violets ont remis le moteur en marche dès le retour des vestiaires. Appliqués jusqu’à la dernière seconde, les Nantais l'emportent nettement, avec la manière, 36-29 et décrochent leur premier titre de la saison, le troisième trophée des Champions de son histoire.
| 31 août 2024 20h00 | Paris Saint-Germain | 29 - 36   | HBC Nantes            | Arena Futuroscope, Chasseneuil-du-Poitou Arbitrage : Karim et Raouf Gasmi |
| 31 août 2024 20h00 | Elohim Prandi 5     | (15 - 16) | Tournat, Odriozola, 6 | Arena Futuroscope, Chasseneuil-du-Poitou Arbitrage : Karim et Raouf Gasmi |
| 31 août 2024 20h00 | ×1 ×2 ×0            |           | ×1 ×3 ×0              | Arena Futuroscope, Chasseneuil-du-Poitou Arbitrage : Karim et Raouf Gasmi |